# Lê Tuấn Mậu
Lê Tuấn Mậu (chữ Hán: 黎俊楙) là đô ngự sử thời Lê sơ, đỗ tiến sĩ vào năm 1490, sau bị Mạc Đăng Dung giết. Đến thời Lê trung hưng thì được truy phong phúc thần. Theo một vài nguồn thì ông còn là một thượng thư.

## Thân thế
Lê Tuấn Mậu là người làng Xuân Lôi, huyện Yên Phong, Bắc Ninh (nay thuộc Làng Thụy Lôi, xã Thụy Lâm, Đông Anh, Hà Nội, Việt Nam).

## Sự nghiệp
Ông đậu Đệ nhị giáp đồng tiến sĩ (hoàng giáp) khoa Canh Tuất niên hiệu Hồng Đức năm 1490. Ông làm phó sứ sang cống nhà Minh năm 1498 cùng với Nguyễn Quan Hiền và Phạm Thịnh. Sau này làm quan đến chức đô ngự sử. Khi Mạc Đăng Dung giành ngôi nhà Hậu Lê, Lê Tuấn Mậu về quê ở ẩn. Ông giấu đá vào tay áo và ném vào Đăng Dung khi được gọi vào chầu nhưng không trúng. Theo một cuốn sách của Viện nghiên cứu Hán Nôm Việt Nam, ông còn "nhổ nước bọt" vào Mạc Đăng Dung.
Sự kiện này được Khâm định việt sử thông giám cương mục (chính biên, quyển 27, tờ 11) chép như sau:
"Lúc bấy giờ, quan Hàn Lâm Hiệu Lý là Nguyễn Thái Bạt bị Mạc Đăng Dung cưỡng ép gọi đến chầu. Ông giả vờ thong manh để được đến gần, nhân đó nhổ nước bọt vào mặt Mạc Đăng Dung rồi mắng chửi ầm ỹ. Quan Lễ Bộ Thượng Thư là Lê Tuấn Mậu cũng bị Mạc Đăng Dung cưỡng ép vào chầu. Ông lén giấu hòn đá trong tay áo, ném vào Mạc Đăng Dung nhưng lại không trúng. Cả hai đều bị Đăng Dung giết chết"

## Vinh danh và thờ phụng
Thời Lê trung hưng ông được truy phong phúc thần hạng trên.
Đền thờ ông được cúng tế mỗi năm và theo Lịch triều hiến chương loại chí, đền thờ được dựng tại làng ông. Theo một nguồn thì đền ngày nay thuộc thôn Nhội, xã Thụy Lâm, huyện Đông Anh, Hà Nội (Việt Nam), là một ngôi đền thuộc cụm di tích Đền Sái.
Câu chuyện "tận trung với nước" và công đức của ông vẫn còn lưu danh sử sách, được người dân truyền miệng qua nhiều thế hệ. Sau khi ông qua đời, người dân xã Thụy Lâm và nhiều vùng quê xứ Kinh Bắc đã dựng đền thờ, hàng năm tổ chức hội vật để tưởng nhớ ông.
Hiện nay tại quận 6, Thành phố Hồ Chí Minh có một con đường mang tên ông.

## Nhận định
Vào đời Lê trung hưng, ông được khen là có tiết nghĩa. Phan Huy Chú trong Lịch triều hiến chương loại chí có viết một mục về ông tại Nhân vật chí và xếp ông vào hàng "Bề tôi tiết nghĩa". Theo một cuốn sách năm 2011 của Viện khảo cổ học tại Việt Nam, ông được đánh giá là "mang nặng tư tưởng trung quân".